# Ricardo Darín
Pour les articles homonymes, voir Darin.
Ricardo Darín, né le 16 janvier 1957 à Buenos Aires, est un acteur argentin connu notamment pour ses interprétations dans des films comme Les Neuf Reines, Le Fils de la mariée, El aura, XXY, Dans ses yeux, Carancho et Les Nouveaux Sauvages, entre autres. Il possède également la nationalité espagnole depuis 2006.

## Biographie

### Jeunesse et débuts
Ricardo Darín naît le 16 janvier 1957 à Buenos Aires dans une famille d'origine italienne, libanaise et syrienne,,, très liée au monde du spectacle. Il est le frère aîné de l'actrice Alejandra Darín. À dix ans, il débute au théâtre accompagné de ses parents, l'actrice et scénariste Roxana Darín (en) et l'acteur Ricardo Darín (es). Darín n'a jamais pris de cours de théâtre. À 16 ans, il obtient des rôles à la télévision argentine dans des programmes comme Haute Comédie ou Arrêt Retiro.
Sous la direction d'Alberto Migré, grand réalisateur argentin de telenovelas, il connaît une popularité considérable au fur et à mesure de ses interprétations dans différentes productions.

### Carrière
Dans les années 1980 et toujours avec Migré, Darín franchit un cap et connaît le succès en faisant partie des galancitos, groupe de jeunes acteurs qui passent des séries à succès télévisuelles au monde du théâtre. Les galancitos rencontrent un succès considérable et des milliers d'admirateurs les suivent à travers toute l'Argentine, faisant de chaque représentation un succès complet. Loin de rester coincé dans des rôles de beau garçon, il poursuit dans les années 1990 son triomphe dans le monde de la télévision comme comédien, partageant l'affiche avec Luis Brandoni dans la série Mon beau-frère, remake d'une série des années 1960.
Malgré son travail à la télévision, Darín n'a jamais abandonné le théâtre et continue de jouer dans des œuvres comme Sucre, Étrange couple, Taxi, Quelque chose en commun et Art. Il entre discrètement dans l'univers du grand écran en apparaissant dans des films destinés surtout au public jeune tels que Je suis né sur les rives, Ainsi est la vie, L'École buissonnière, Les Succès de l'amour, La Tente de l'amour, La Discothèque de l'amour ou encore La Chanson de Buenos Aires. Il tente un changement dans un autre registre dans le monde du cinéma et participe à de nouveaux films tels que La Revanche, Revanche d'un ami ou encore La Rosales, mais le vrai succès de Darín arrive plus tard.
La critique l'encense pour son interprétation dans Perdu pour perdu, dirigé par le débutant Alberti Lecchi. Plus tard, il participe au film Le Phare d'Eduardo Mignogna et connait le succès dans Le Même Amour, la même pluie de Juan José Campanella.

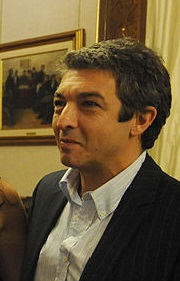
Ricardo Darín à la Casa Rosada le 18 mars 2010, lors de la réception de l'équipe de Dans ses yeux.

Il obtient la consécration en 2000 avec le rôle de Marcos, un petit voleur dans une Argentine qui commence à agoniser économiquement dans Les Neuf Reines. Darín brille dans ce film avec Gastón Pauls et devient un homme de poids dans l'industrie cinématographique argentine. Après le grand succès du film, il obtient en 2001 un petit rôle, mais efficace, toujours sous la direction d'Eduardo Mignogna dans La Fugue. Cette même année, il joue dans Le Fils de la mariée de Juan José Campanella à côté de Natalia Verbeke, Héctor Alterio et Norma Aleandro. Le film est un autre grand succès en salle et dans les critiques, qui l'amène à être nommé aux Oscars dans la catégorie du meilleur film étranger en 2002.
En 2004, il joue dans Luna de Avellaneda de Juan José Campanella, où il essaie de sauver le club social et sportif de ses parents, et en 2005 dans El Aura de Fabián Bielinsky, où il incarne un taxidermiste à la mémoire photographique, pris dans un engrenage.
En 2006, il reçoit, avec Juan José Campanella, la nationalité espagnole par naturalisation, un prix spécial du royaume d'Espagne pour des personnes avec un mérite particulier.
En 2007, dans XXY de Lucía Puenzo, il joue le père d'un adolescent complexé par quinze années d'hermaphrodisme. La même année, il joue et fait ses débuts en tant que réalisateur dans Le Signal afin de terminer le film que la mort a empêché Eduardo Mignogna d'achever.
En 2009, il joue avec Soledad Villamil et Guillermo Francella dans Dans ses yeux, film dramatique de Juan José Campanella qui remporte l'Oscar du meilleur film en langue étrangère.
En 2010, il joue aux côtés de Martina Gusmán le rôle d'un avocat sans scrupules dans Carancho, film de Pablo Trapero, réalisateur qu'il retrouve deux ans plus tard dans Elefante blanco. En 2011, il joue avec Muriel Santa Ana et Ignacio Huang dans El Chino, comédie dirigée par Sebastián Borensztein qui connaît le succès en salle. Cette même année, il reçoit le Prix Konex d'argent du meilleur acteur de cinéma et le prix Konex d'or en tant que figure majeure du spectacle argentin de la décennie 2001-2010.
En 2014, il interprète Simón Fisher dans le sketch La bombe des Nouveaux Sauvages de Damián Szifrón, et Julián dans Truman de Cesc Gay, qui lui vaut la Coquille d'argent du meilleur acteur au Festival de Saint-Sébastien et le Goya du meilleur acteur à Madrid.
En 2017, il joue le président argentin dans Le Sommet de Santiago Mitre.
Au Festival international du film de Saint-Sébastien 2017, il reçoit le Prix Donostia pour l'ensemble de sa carrière.

### Vie personnelle
Ricardo Darín a deux enfants avec l'actrice Florencia Bas : l'acteur Chino Darín et Clara Darín.

## Filmographie

### Longs métrages
- 1972 : He nacido en la ribera, de Catrano Catrani : Miguel Notari enfant
- 1977 : Así es la vida, de Enrique Carreras : Rogelio González
- 1977 : La nueva cigarra, de Fernando Siro
- 1979 : La rabona, de Mario David
- 1979 : La fiesta de todos, de Sergio Renán
- 1979 : Los éxitos del amor, de Fernando Siro : Onofre
- 1979 : La carpa del amor, de Julio Porter : Tino
- 1979 : Juventud sin barreras, de Ricardo Montes : Rubén
- 1980 : La playa del amor, de Adolfo Aristarain : Ricardo
- 1980 : La canción de Buenos Aires, de Fernando Siro : Juan, el poeta
- 1980 : La discoteca del amor, de Adolfo Aristarain : Eddie Ulmer
- 1981 : Abierto día y noche, de Fernando Ayala
- 1983 : El desquite, de Juan Carlos Desanzo : Silvio
- 1984 : La Rosales, de David Lipszyc : Teniente de navío Jorge Victorica
- 1986 : Les Longs Manteaux (Expreso a la emboscada), de Gilles Béhat : Lieutenant Lamas
- 1986 : Te amo, de Eduardo Calcagno : Germán
- 1986 : El extraño (The Stranger), de Adolfo Aristarain : Clark Whistler
- 1987 : Revancha de un amigo, de  Santiago Carlos Oves : Ariel Llanarte
- 1993 : Perdido por perdido, de Alberto Lecchi : Ernesto Vidal
- 1998 : El faro, de Eduardo Mignogna : Andy
- 1999 : El mismo amor, la misma lluvia, de Juan José Campanella : Jorge Pellegrini
- 2000 : Les Neuf Reines (Nueve reinas), de Fabián Bielinsky : Marcos
- 2001 : Le Fils de la mariée (El hijo de la novia), de Juan José Campanella : Rafael Belvedere
- 2001 : La Fuga, de Eduardo Mignogna : Domingo "el pibe" Santolo
- 2002 : Kamchatka, de Marcelo Piñeyro : le père
- 2002 : Samy y yo
- 2004 : Luna de Avellaneda, de Juan José Campanella : Román Maldonado
- 2005 : El aura, de Fabián Bielinsky : le taxidermiste
- 2006 : La educación de las hadas, de José Luis Cuerda : Nicolás
- 2007 : XXY, de Lucía Puenzo
- 2007 : La Señal, de Ricardo Darín
- 2008 : Amorosa soledad, de Martín Carranza et Victoria Galardi
- 2009 : Dans ses yeux (El secreto de sus ojos), de Juan José Campanella : Benjamín Espósito
- 2009 : El baile de la Victoria, de Fernando Trueba : Nicolás Vergara Grey
- 2010 : Carancho, de Pablo Trapero : Sosa
- 2011 : El Chino (Un cuento chino), de Sebastián Borensztein : Roberto
- 2011 : El destino del Lukong : lui-même
- 2011 : En fuera de juego, de David Marqués : Coco
- 2012 : Elefante blanco, de Pablo Trapero : Julián
- 2012 : Les Hommes ! De quoi parlent-ils ? (Una pistola en cada mano), de Cesc Gay : G.
- 2013 : Hipotesis (Tesis sobre un homicidio), de Hernán Goldfrid : Roberto Bermúdez
- 2013 : Séptimo, de Patxi Amezcua : Sebastián Roberti
- 2014 : Les Nouveaux Sauvages (Relatos salvajes), de Damián Szifron : Simón Fisher
- 2015 : Truman, de Cesc Gay : Julián
- 2016 : Kóblic, de Sebastián Borensztein : Tomas Kóblic
- 2017 : Le Sommet (El presidente), de Santiago Mitre : Hernán Blanco, le Président de la Nation argentine
- 2018 : Everybody Knows (Todos lo saben), d'Asghar Farhadi : Alejandro
- 2018 : Retour de flamme (El amor menos pensado), de Juan Vera : Marcos
- 2019 : Heroic Losers (La odisea de los giles), de Sebastián Borensztein : Fermín Perlassi
- 2022 : Argentina, 1985, de Santiago Mitre : Maître Julio César Strassera

### Séries télévisées
- 2025 : L'Éternaute (El Eternauta) : Juan Salvo

## Théâtre
- 1982 : Hasta mañana, si Dios quiere
- 1984 : Extraña pareja
- 1985 : Taxi
- 1986-1987 : Sugar
- 1990 : Rumores
- 1991 : Necesito un tenor
- 1994-1995 : Pizzaman
- 1995-1996 : Algo en común
- 1998-2004 : « Art »
- 1999 : Hammer, 28 centímetros hasta el fondo
- 2003 : La madre de… (voix-off)
- 2005-2006 : « Art » (en Espagne)
- 2008-2010 : « Art »
- 2013-2019 : Escenas de la vida conyugal

## Distinctions
- 2011 : déclaré citoyen illustre par la législature de la ville de Buenos Aires
- 2015 : Prix Platino d'honneur
- Prix Konex
  - 2001 : prix d'argent, meilleur acteur de cinéma de la décennie (1991-2000)
  - 2011 : prix d'argent et d'or, meilleur acteur de cinéma de la décennie (2001-2010)
- Condors d'argent
  - 2000 : meilleur acteur principal pour El mismo amor, la misma lluvia
  - 2001 : meilleur acteur principal pour Les Neuf Reines
  - 2002 : meilleur acteur principal pour El hijo de la novia
  - 2006 : meilleur acteur principal pour El aura
  - 2010 : meilleur acteur principal pour Dans ses yeux
- Prix Sud
  - 2009 : meilleur acteur pour Dans ses yeux
  - 2011 : meilleur acteur pour El Chino
- Prix Goya
  - 2009 : nomination pour le Prix Goya du meilleur acteur pour Dans ses yeux
  - 2009 : nomination pour le Prix Goya du meilleur acteur dans un second rôle pour El baile de la Victoria
  - 2016 : meilleur acteur pour Truman
- Festival international du nouveau cinéma latino-américain de La Havane
  - 2009 : meilleur rôle masculin pour Dans ses yeux
- Festival international du film de Saint-Sébastien
  - 2015 : Coquille d'argent du meilleur acteur pour Truman
  - 2017 : Prix Donostia
- Festival des cinémas et cultures d'Amérique latine de Biarritz
  - 2001 : meilleur acteur pour Les Neuf Reines
- Prix des scénaristes
  - 2002 : meilleur acteur pour Le Fils de la mariée
- Prix Sant Jordi
  - 2000 : meilleur acteur étranger pour Les Neuf Reines
  - 2001 : meilleur acteur étranger pour La fuga
  - 2002 : meilleur acteur étranger pour Le Fils de la mariée
- Festival international du film de Valladolid
  - 2004 : meilleur acteur pour Luna de Avellaneda
- Prix Clarín
  - 2000 : A la Figura del Año
  - 2000 : meilleur acteur pour Les Neuf Reines
  - 2005 : meilleur acteur pour El aura
  - 2009 : meilleur acteur pour Dans ses yeux
- Prix Martín Fierro
  - 1994 : meilleur acteur de comédie pour Mi cuñado
  - 1999 : meilleur acteur dramatique pour La mujer del presidente
  - 2010 : participation spéciale pour Para vestir santos
- Prix Gaudi
  - 2016 : meilleur acteur pour Truman
- Prix Feroz
  - 2016 : meilleur acteur pour Truman

Au théâtre, il a reçu l'ACE Award du meilleur acteur en 1996 et le prix Estrella del Mar à Mar del Plata en 1997. Il a obtenu le prix du meilleur comédien dramatique Carlos Paz en 2001 pour « Art » de Yasmina Reza.
En 2016, il reçoit la Médaille d'or du mérite des beaux-arts (Espagne)